# Azadegan League (1996/1997)
Azadegan League (1996/1997) był 12. edycją najwyższej klasy rozgrywkowej w piłce nożnej w Iranie. Liga skupiała 16 zespołów. Tytuł obroniła drużyna Persepolis Teheran. Tytuł króla strzelców zdobył Ali Asghar Modir Roosta, który w barwach klubu Bahman Karadż strzelił 18 bramek.

## Tabela końcowa
| Lp. | Drużyna                     | M  | Z  | R  | P  | Bramki | Bramki | Różn. | Pkt | Uwagi                                    |
| --- | --------------------------- | -- | -- | -- | -- | ------ | ------ | ----- | --- | ---------------------------------------- |
| 1   | Persepolis Teheran (M)      | 30 | 17 | 8  | 5  | 52     | 24     | +28   | 59  | Klubowe Mistrzostwa Azji • FR            |
| 2   | Bahman Karadż               | 30 | 15 | 8  | 7  | 49     | 32     | +17   | 53  |                                          |
| 3   | Sepahan Isfahan             | 30 | 14 | 8  | 8  | 37     | 29     | +8    | 50  |                                          |
| 4   | PAS Teheran                 | 30 | 11 | 15 | 4  | 37     | 22     | +15   | 48  |                                          |
| 5   | Sanat Naft Abadan           | 30 | 11 | 9  | 10 | 37     | 38     | −1    | 42  |                                          |
| 6   | Esteghlal Teheran           | 30 | 11 | 8  | 11 | 42     | 39     | +3    | 41  |                                          |
| 7   | Pajam Meszhed               | 30 | 9  | 13 | 8  | 37     | 37     | 0     | 40  |                                          |
| 8   | Bargh Sziraz                | 30 | 11 | 6  | 13 | 26     | 27     | −1    | 39  | Azjatycki Puchar Zdobywców Pucharów • FR |
| 9   | Esteghlal Ahwaz             | 30 | 8  | 14 | 8  | 40     | 38     | +2    | 38  |                                          |
| 10  | Zob Ahan Isfahan            | 30 | 7  | 16 | 7  | 30     | 28     | +2    | 37  |                                          |
| 11  | Teraktor Sazi Tebriz        | 30 | 8  | 13 | 9  | 28     | 29     | −1    | 37  |                                          |
| 12  | Poliakryl Isfahan           | 30 | 9  | 10 | 11 | 30     | 34     | −4    | 37  |                                          |
| 13  | Mashin Sazi Tebriz (S)      | 30 | 10 | 5  | 15 | 30     | 52     | −22   | 35  | Spadek do                                |
| 14  | Malawan Bandar-e Anzali (S) | 30 | 8  | 9  | 13 | 32     | 41     | −9    | 33  | Spadek do                                |
| 15  | Szemuszak Noszahr (S)       | 30 | 8  | 8  | 14 | 34     | 52     | −18   | 32  | Spadek do                                |
| 16  | Keszawarz Teheran (S)       | 30 | 3  | 10 | 17 | 19     | 41     | −22   | 19  | Spadek do                                |

## Najlepsi strzelcy
|   | Piłkarz                 | Klub          | Gole |
| 1 | Ali Asghar Modir Roosta | Bahman Karadż | 18   |